# Association sportive des Douanes (Ouagadougou)
Pour les articles homonymes, voir AS Douanes.
L'Association sportive des Douanes en abrégé AS Douane Ouagadougou est un club omnisports basé à Ouagadougou, au Burkina Faso.

## Football
Vice-champion du Burkina Faso 2021, le club dispute sa première finale de Coupe du Burkina Faso le 29 mai 2022  contre l'US Comoé, et s'impose sur le score de 1-0, remportant ainsi le premier trophée de son histoire. L'AS Douanes remporte ensuite la Supercoupe du Burkina Faso 2022.
En fin de saison 2022-2023 le club remporte son premier titre de champion. L'AS Dounaes conserve son titre à l'issue de la saison 2023-2024.

## Handball
L'équipe masculine participe notamment à la Ligue des champions d'Afrique masculine de handball 2016.
Les handballeuses sont vice-championnes du Burkina Faso en 2021.

## Volley-ball
L'AS Douanes remporte les Championnats du Burkina Faso masculin et féminin en 2021.